# Řády, vyznamenání a medaile Lichtenštejnska

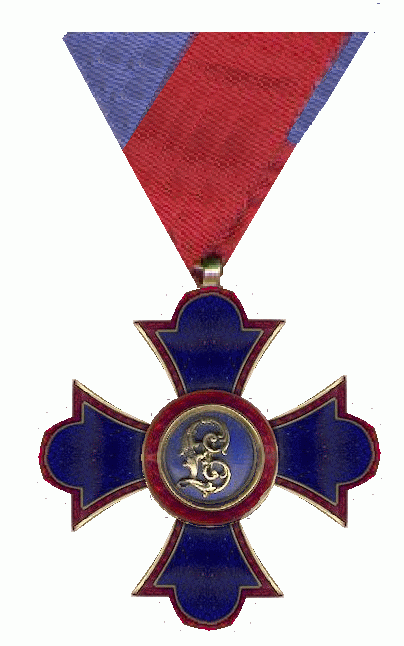
Knížecí záslužný řád

Systém řádů, vyznamenání a medailí Lichtenštejnska se skládá z Knížecího záslužného řádu založeného roku 1937 a několika medailí a dalších ocenění, které byly zakládány od 19. století.

## Řády
- Knížecí záslužný řád (Fürstlich liechtensteinischen Verdienstorden) byl založen dne 22. července 1937. Udílen je za příkladnou službu Lichtenštejnskému knížectví.[1][2]

## Medaile
- Medaile za zásluhy Lichtenštejnského knížectví (Fürstlich liechtensteinische Verdienstzeichen)[1]
- Pamětní medaile zlatého jubilea knížete Jana II. z Lichtenštejna (Fürstlich Liechtenstein'sche Jubiläums-Erinnerungs-Medaille) byla založena dne 12. listopadu 1908.[3] Udílena byla bývalým i současným zaměstnancům knížete a těm, kteří loajálně sloužili Lichtenštejnskému knížectví nebo významně přispěli knížeti během jeho vlády. Založena byla u příležitosti padesátého výročí nástupu na trůn lichtenštejnského knížete Jana II. z Lichtenštejna.[4]
- Pamětní medaile k 50. narozeninám knížete Františka Josefa II. (Gedenkmedaille zum 50. Geburtstag) byla založena roku 1956.[5][6]
- Pamětní medaile k 70. narozeninám knížete Františka Josefa II. (Gedenkmedaille zum 70. Geburtstag) byla založena roku 1976.[7]

## Vyznamenání
- Čestný kříž knížete Jana II. z Lichtenštejna byl založen roku 1874. Nadále již není udílen.[8]
- Cena za dlouhou službu v lichtenštejnských ozbrojených silách